# 上野薬品
上野薬品（うえのやくひん）は、かつて存在した長野県長野市に本社を置いて医薬品・医療機器を販売していた企業。1971年、岡野薬品に吸収合併された。
この合併により新生「岡野薬品」は長野県下での三共（現・第一三共）のシェアは65％・万有製薬（現・MSD）のシェアは70％になり県下トップシェアを誇ることになる。

## かつての主な取引メーカー
- 三共（現・第一三共）
- 万有製薬（現・MSD）
- 塩野義製薬
- 藤沢薬品（現・アステラス製薬）
- 第一製薬（現・第一三共）